# Бражник ясеневый
Бражник ясеневый (Dolbina grisea) — ночная бабочка из семейства бражников (Sphingidae). Реликтовый вид.

## Описание
Средной величины бабочка, с мощным, заострённым на конце телом и узкими вытянутыми крыльями. Длина переднего крыла самцов до 30 мм, самок — до 34 мм. Размах крыльев около 50—64 мм. Основная окраска верхней стороны крыльев серо-коричневая. На верхней стороне передних крыльях проходят волнистые поперечные перевязки. Рисунок задних крыльев развит слабо. Усики веретеновидные, относительно длинные, обычно с заострённой и крючковидно загнутой вершиной. Глаза крупного размера, округлые, прикрытые сверху пучком из удлинённых чешуек. Хоботок весьма длинный, превышает в несколько раз длину тела.

## Ареал
Восточный Афганистан, Северо-Западная Индия, Узбекистан, Таджикистан. В горах обитает на высотах 1000—2000 м над ур. м.
В Узбекистане обитает в верховьях реки Сангардакдарья (Гиссарский хребет). Бабочки населяют горные ущелья с пойменными широколиственными лесами и лугостепными склонами.

## Биология
Развивается в двух полных поколениях за год, третье поколение является частичным. Время лёта за счет сменяющихся поколений растянуто с мая по сентябрь.
Гусеницы довольно крупные, с пятью парами ног. Окраска достаточно яркая, ярко-зелёная с косыми полосками. Кормовые растения гусениц: ясень. В Узбекистане гусеницы развиваются на ясене Согдийском (Fraxinis sogdiana). Окукливаются в верхнем слое почвы в сильно увлажненных местах. Зимуют куколки первого (часть) и второго поколений.

## Охрана
Вид включен в Красную книгу Узбекистана (2009) — категория 2 — Уязвимые виды (сокращающиеся в численности, естественно редкие).
Численность на территории страны повсеместно низкая — вид известен только по малочисленным находкам. Численность вида сокращается из-за уничтожения природных мест обитания в результате хозяйственной деятельности человека и уничтожение кормовых растений гусениц.